# Fuligny
Ne doit pas être confondu avec Fouligny ou Folligny.
Fuligny est une commune française située dans le département de l'Aube, en région Grand Est.

## Géographie
| La Chaise      |         | Soulaines-Dhuys |
|                | Fuligny | Ville-sur-Terre |
| Vernonvilliers | Lévigny |                 |

### Hydrographie
La commune est dans la région hydrographique « la Seine de sa source au confluent de l'Oise (exclu) » au sein du bassin Seine-Normandie. Elle est drainée par les Noues d'Amance, le Forgeot et le ruisseau de Chatillon,.
Les Noues d'Amance, d'une longueur de 19 km, prend sa source dans la commune  et se jette  dans la Laines à Vallentigny, après avoir traversé huit communes.

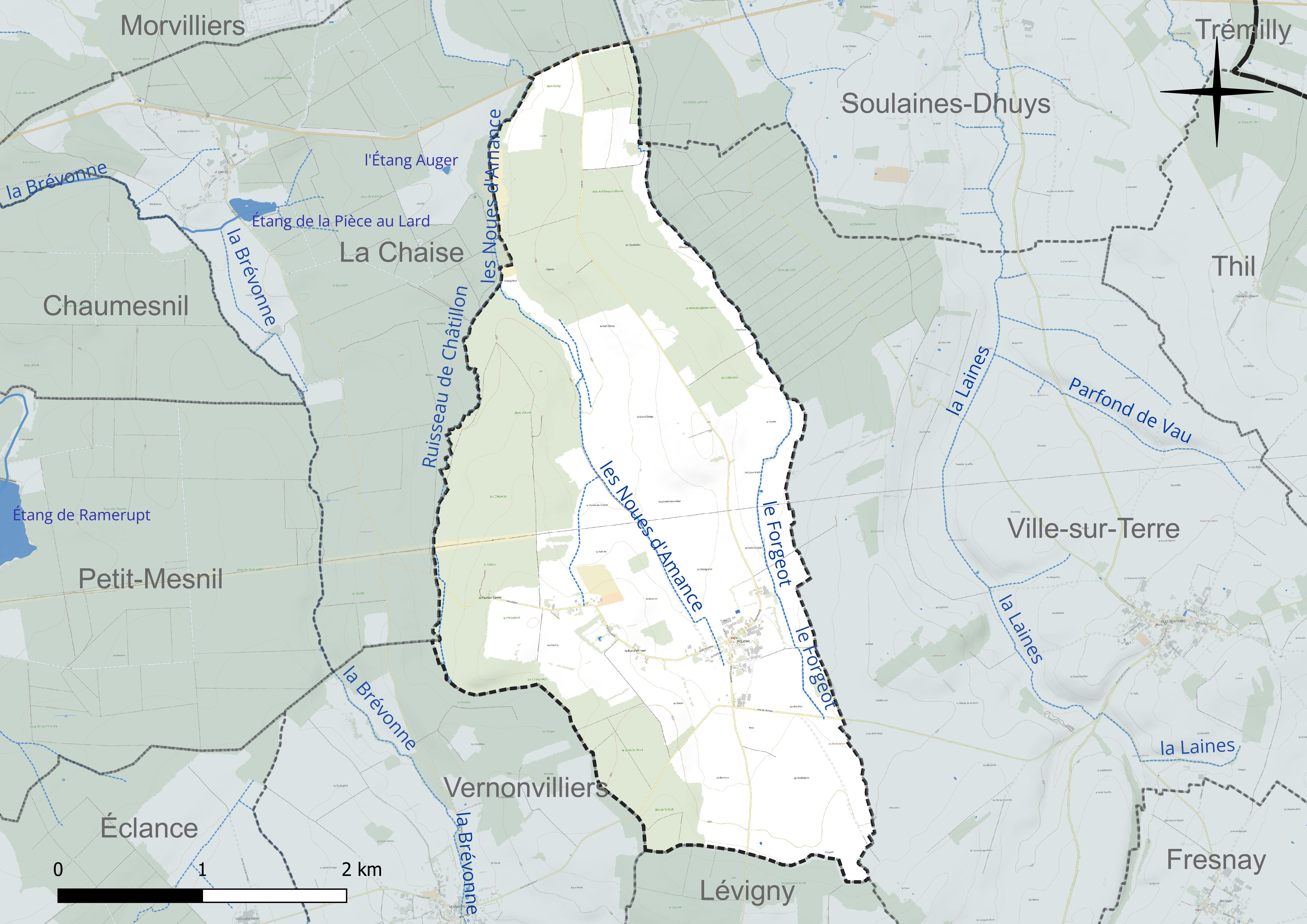
Réseau hydrographique de Fuligny.

### Climat
Pour des articles plus généraux, voir Climat du Grand Est et Climat de l'Aube.
En 2010, le climat de la commune est de type climat des marges montargnardes, selon une étude du Centre national de la recherche scientifique s'appuyant sur une série de données couvrant la période 1971-2000. En 2020, Météo-France publie une typologie des climats de la France métropolitaine dans laquelle la commune est exposée à un climat océanique altéré et est dans la région climatique Lorraine, plateau de Langres, Morvan, caractérisée par un hiver rude (1,5 °C), des vents modérés et des brouillards fréquents en automne et hiver.
Pour la période 1971-2000, la température annuelle moyenne est de 10,4 °C, avec une amplitude thermique annuelle de 15,9 °C. Le cumul annuel moyen de précipitations est de 836 mm, avec 12,4 jours de précipitations en janvier et 8,8 jours en juillet. Pour la période 1991-2020, la température moyenne annuelle observée sur la station météorologique de Météo-France la plus proche, « Soulaines », sur la commune de Soulaines-Dhuys à 5 km à vol d'oiseau, est de 11,2 °C et le cumul annuel moyen de précipitations est de 776,4 mm. 
La température maximale relevée sur cette station est de 41,9 °C, atteinte le 25 juillet 2019 ; la température minimale est de −19,1 °C, atteinte le 2 janvier 1997,,.
Les paramètres climatiques de la commune ont été estimés pour le milieu du siècle (2041-2070) selon différents scénarios d'émission de gaz à effet de serre à partir des nouvelles projections climatiques de référence DRIAS-2020. Ils sont consultables sur un site dédié publié par Météo-France en novembre 2022.

## Urbanisme

### Typologie
Au 1er janvier 2024, Fuligny est catégorisée commune rurale à habitat très dispersé, selon la nouvelle grille communale de densité à 7 niveaux définie par l'Insee en 2022.
Elle est située hors unité urbaine. Par ailleurs la commune fait partie de l'aire d'attraction de Bar-sur-Aube, dont elle est une commune de la couronne,. Cette aire, qui regroupe 43 communes, est catégorisée dans les aires de moins de 50 000 habitants,.

### Occupation des sols
L'occupation des sols de la commune, telle qu'elle ressort de la base de données européenne d’occupation biophysique des sols Corine Land Cover (CLC), est marquée par l'importance des territoires agricoles (60,1 % en 2018), une proportion sensiblement équivalente à celle de 1990 (60 %). La répartition détaillée en 2018 est la suivante : 
terres arables (48,4 %), forêts (39,9 %), prairies (11,7 %). L'évolution de l’occupation des sols de la commune et de ses infrastructures peut être observée sur les différentes représentations cartographiques du territoire : la carte de Cassini (XVIIIe siècle), la carte d'état-major (1820-1866) et les cartes ou photos aériennes de l'IGN pour la période actuelle (1950 à aujourd'hui).

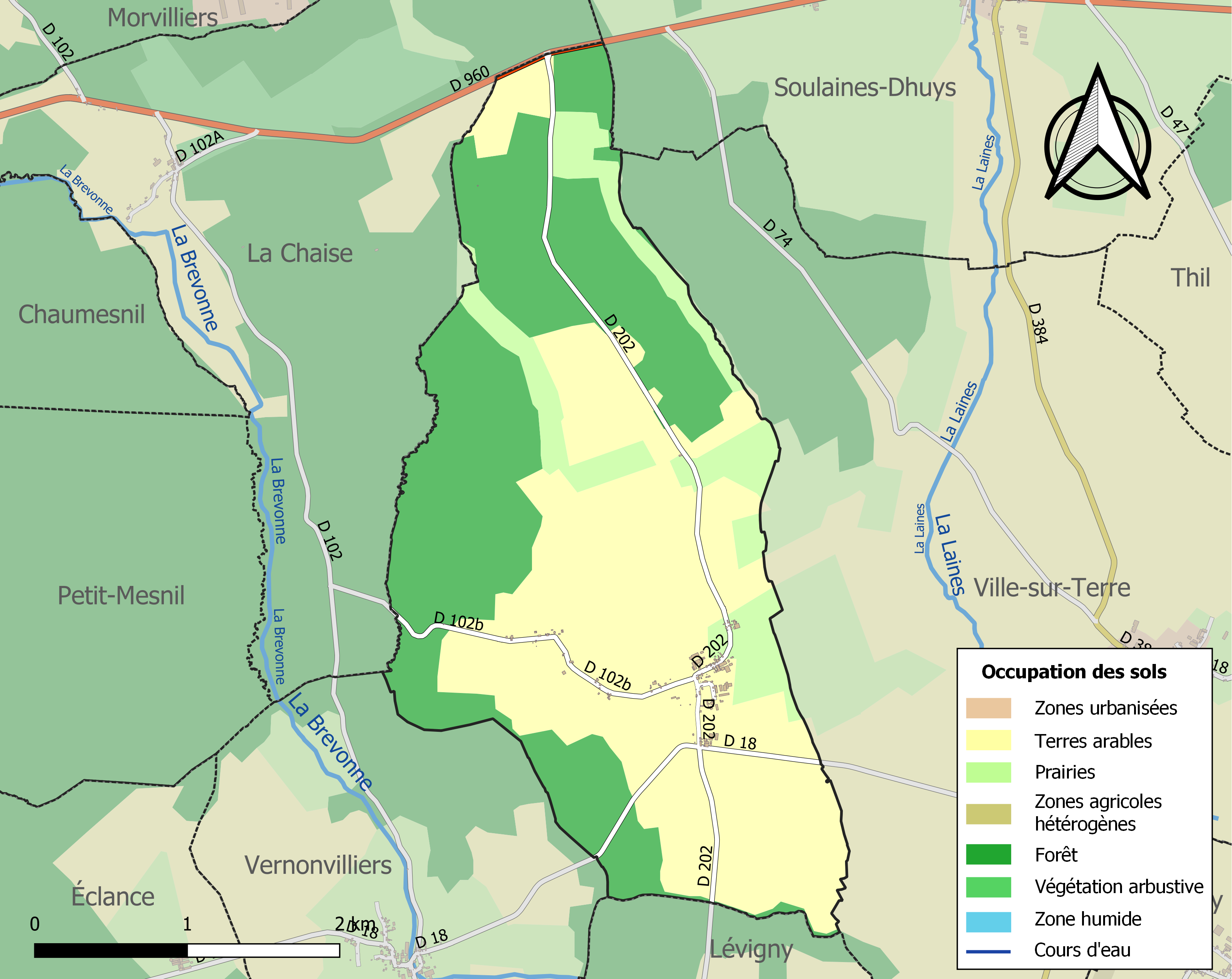
Carte des infrastructures et de l'occupation des sols de la commune en 2018 (CLC).

## Histoire
- La foudre tombe sur l'église en 2000.

## Politique et administration
| Période                                  | Période  | Identité                                           | Étiquette | Qualité |
| ---------------------------------------- | -------- | -------------------------------------------------- | --------- | ------- |
| mars 2001                                | 2008     | M. Gérard Farfelan                                 |           |         |
| mars 2008                                | 2014     | Mme Nicole Lehmann                                 |           |         |
| mars 2014                                | En cours | M. Philippe Lehmann Réélu pour le mandat 2020-2026 | DVD       | Ouvrier |
| Les données manquantes sont à compléter. |          |                                                    |           |         |

## Démographie
L'évolution du nombre d'habitants est connue à travers les recensements de la population effectués dans la commune depuis 1793. Pour les communes de moins de 10 000 habitants, une enquête de recensement portant sur toute la population est réalisée tous les cinq ans, les populations de référence des années intermédiaires étant quant à elles estimées par interpolation ou extrapolation. Pour la commune, le premier recensement exhaustif entrant dans le cadre du nouveau dispositif a été réalisé en 2007.

En 2022, la commune comptait 40 habitants, en évolution de −16,67 % par rapport à 2016 (Aube : +0,7 %, France hors Mayotte : +2,11 %).
| 1793 | 1800 | 1806 | 1821 | 1831 | 1836 | 1841 | 1846 | 1851 |
| ---- | ---- | ---- | ---- | ---- | ---- | ---- | ---- | ---- |
| 276  | 302  | 271  | 200  | 202  | 232  | 218  | 204  | 211  |

| 1856 | 1861 | 1866 | 1872 | 1876 | 1881 | 1886 | 1891 | 1896 |
| ---- | ---- | ---- | ---- | ---- | ---- | ---- | ---- | ---- |
| 196  | 190  | 190  | 173  | 182  | 172  | 161  | 152  | 154  |

| 1901 | 1906 | 1911 | 1921 | 1926 | 1931 | 1936 | 1946 | 1954 |
| ---- | ---- | ---- | ---- | ---- | ---- | ---- | ---- | ---- |
| 129  | 132  | 122  | 105  | 95   | 104  | 110  | 96   | 85   |

| 1962 | 1968 | 1975 | 1982 | 1990 | 1999 | 2006 | 2007 | 2012 |
| ---- | ---- | ---- | ---- | ---- | ---- | ---- | ---- | ---- |
| 92   | 92   | 75   | 69   | 54   | 54   | 51   | 51   | 54   |

| 2017 | 2022 | - | - | - | - | - | - | - |
| ---- | ---- | - | - | - | - | - | - | - |
| 45   | 40   | - | - | - | - | - | - | - |

## Lieux et monuments
- Pigeonnier.
- Église Saint-Laurent, du XIIe siècle, remaniée aux XVIe-XVIIIe, et rénovée après 2000[21].
- Monument aux morts.
- Château de Fuligny (propriété privée) possédé par la famille d'Allonville puis par alliance par la famille du Pont de Compiègne.

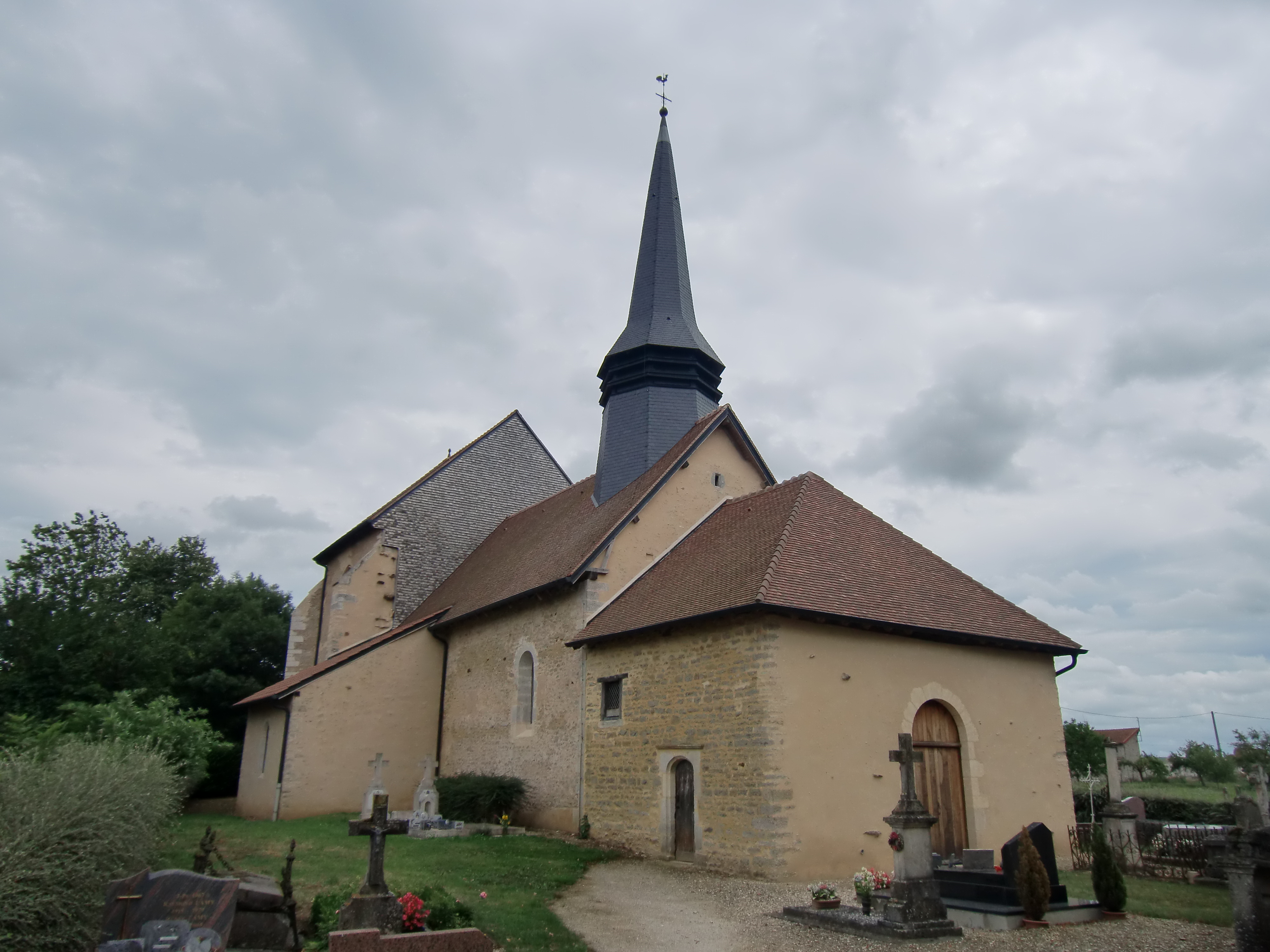
L'église.
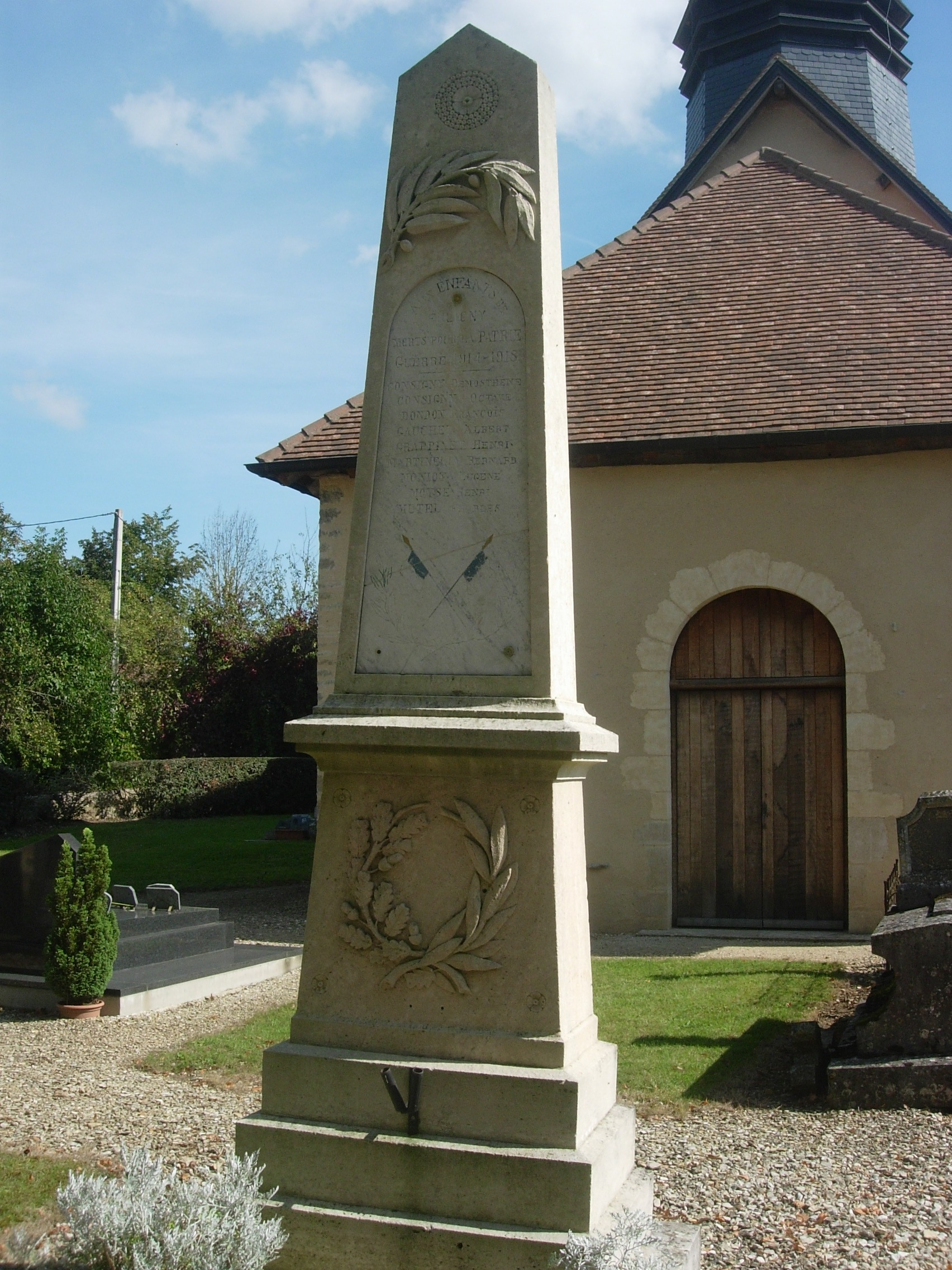
Le monument aux morts.
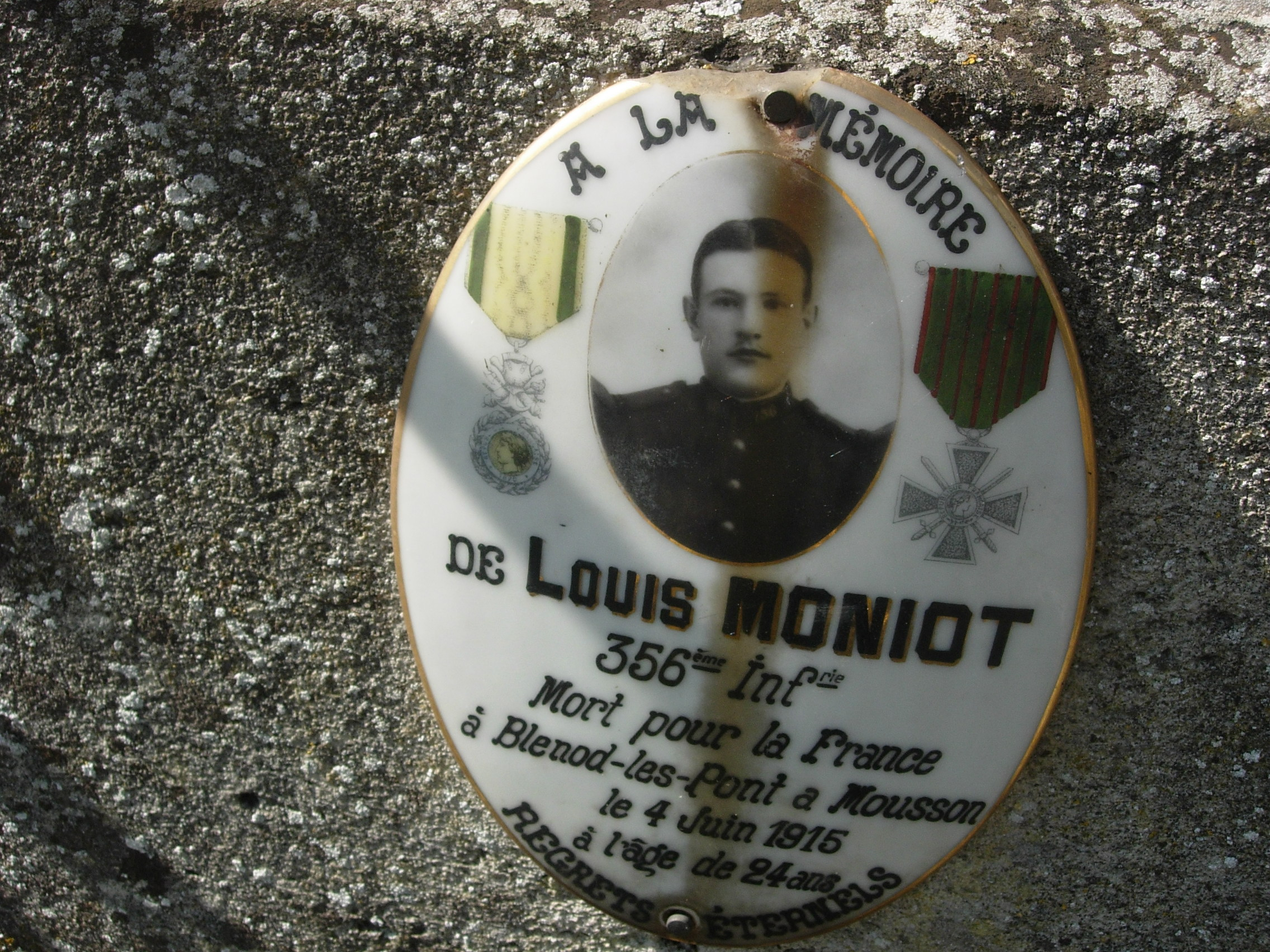
Tombe d'un soldat mort pour la France.

## Personnalités liées à la commune
- Olivier Messiaen (1908-1992), compositeur français, fit plusieurs séjours à Fuligny dans la maison de ses tantes.
- Victor de Compiègne (1846-1877), explorateur français, né à Fuligny.